# Dżabal Tawil
Dżabal Tawil (arab. جبل طويل) - wzgórze w regionie Bir Tawil, spornym pomiędzy Egiptem i Sudanem, i będącym w zarządzie tego pierwszego. Ma 459 m n.p.m.